# Bikiya Graham-Douglas
Botoba Tamunolobikiya Graham-Douglas, nom de scène Bikiya Graham-Douglas, née le 4 mars 1983 à Port Harcourt au Nigeria, est une actrice du cinéma Nollywood. Elle est également productrice et femme d'affaires. Elle a créé la Beeta Universal Arts Foundation (BUAF).

## Filmographie
La filmographie de Bikiya Graham-Douglas, comprend les films suivants  : 
- Lunch Time Heroes (Mrs. Aduwo) 2015
- Shuga Mini série télé (2013)
- Flower Girl (en) (Stella) (2013)
- 2024 : The Ministry of Ungentlemanly Warfare de Guy Ritchie : Mme Igbokwe

## Récompense
- Africa Magic Viewers' Choice Awards (2014 (en)) : Meilleure actrice dans un rôle secondaire dans un drame, pour son rôle dans Flower Girl (en)[3].

## Source de la traduction
- (en) Cet article est partiellement ou en totalité issu de l’article de Wikipédia en anglais intitulé « Bikiya Graham-Douglas » (voir la liste des auteurs).